# Parauxesis cicatricosa
Parauxesis cicatricosa là một loài bọ cánh cứng trong họ Cerambycidae.